# Marcelo Alejandro Delgado
Marcelo Alejandro «Chelo» Delgado (Capitán Bermúdez, Provincia de Santa Fe, Argentina, 24 de marzo de 1973) es un exfutbolista argentino. Su posición natural era de delantero.
Formó parte de la Selección Argentina que disputó el Mundial de Francia 1998, pero no jugó ningún partido en esa competición. Es considerado como ídolo y uno de los jugadores más determinantes en la historia de Boca Juniors. Fue comentarista de Fútbol Para Todos. 
Actualmente se desempeña como miembro del Consejo de Fútbol en Boca Juniors. 

## Trayectoria

### Inicios
Se inició en la práctica del fútbol en Capitán Bermúdez, en el Club Atlético Defensores de Villa Cassini,  entidad que milita en la Liga de Fútbol Sanlorencina. 

### Rosario Central
Debutó en primera división con Rosario Central y luego de estar cuatro años en el club es transferido al Cruz Azul Fútbol Club de México.

### Racing Club
Protagonizó en Racing muy buenas actuaciones y obtuvo un subcampeonato en 1995. Sin embargo, cuando a Racing se lo declaró en quiebra en 1999, esto provocó una fuga de jugadores, entre los que se encontró Marcelo, que fue transferido a Boca Juniors.

### Boca Juniors
El Chelo llegó al club Xeneize a principios del año 2000. Dirigido por Carlos Bianchi, destacó notablemente jugando la Copa Libertadores de América de ese año, que ganaría Boca Juniors. Convirtió el primer gol a River Plate en el partido revancha de los cuartos de final en La Bombonera, en un partido recordado porque Martín Palermo convirtió un gol tras meses de inactividad por una importante lesión. Boca ganó 3-0 (4-2 en el global), dejando a los Millonarios fuera del torneo continental. Más allá de sus buenas actuaciones en la Copa, en la que fue goleador del equipo junto a Antonio Barijho, también fue importante en las consagraciones del Torneo Apertura 2000 y de la Copa Intercontinental de ese mismo año, ganada al Real Madrid por 2-1, asistiendo a Martín Palermo en el primer gol.
En el año 2001 ganó nuevamente la Copa Libertadores, en la que convirtió un gol a Cruz Azul en la primera final en el Estadio Azteca. Por otra parte, Boca perdió la Copa Intercontinental en Tokio frente a Bayern Múnich de Alemania en un partido en el que Delgado erró dos situaciones claras de gol y fue expulsado por doble amarilla por el árbitro Kim Nielsen tras simular una falta en el área.
Luego de no tener un buen primer semestre en 2002, y ya con la conducción técnica del uruguayo Óscar Washington Tabárez, se reafirmó teniendo notables actuaciones en el Torneo Apertura, en el que marcó los dos goles de su equipo en la victoria por 2-1 ante River Plate en el Monumental, lo cual le permitió a su equipo cerrar el campeonato a tres puntos del campeón, Independiente de Avellaneda.
El año 2003, ya con la vuelta de Carlos Bianchi a la conducción técnica, el equipo de la Ribera ganó su quinta Copa Libertadores de América, en la que El Chelo fue goleador junto al brasileño Ricardo Oliveira del Santos con 9 goles cada uno. Además, convirtió tres goles en las dos finales contra dicho equipo brasileño.

### Cruz Azul
Luego de ganar la Copa Libertadores 2003 fue transferido al Cruz Azul de México, donde estuvo un año y medio jugando en la Primera División de México.

### Segundo paso en Boca Juniors
Volvió al club Xeneize a principios de 2005. Ya sin Carlos Bianchi como entrenador, que fue reemplazado poe Jorge José Benítez, no tuvo las mismas posibilidades de otros años, tapado por Rodrigo Palacio, Martín Palermo y Guillermo Barros Schelotto. 
En 2005, Marcelo Delgado acusó al entonces presidente de Boca Juniors, Mauricio Macri de aprovechar su gestión al frente del club para los "negocios personales". Poco después también el excapitán de Boca, Jorge "Patrón" Bermúdez denunció a Macri por actos de corrupción en los pases de los futbolistas y relató que en 2000, durante una negociación propia, Macri exigió indebidamente para sí dos millones de dólares.
Peleó por un puesto hasta fines de 2006, formando parte del plantel que ganó cinco títulos en un año con la dirección de Alfio Basile.

Debido a su trayectoria en Boca Juniors, es recordado no solo por obtener una enorme cantidad de títulos, sino también por sus goles y asistencias en instancias definitorias (tales como la Copa Libertadores de América, Copa Intercontinental, Copa Sudamericana, entre otros) y en los clásicos contra River Plate, Independiente, Racing Club y San Lorenzo. Asimismo, el Chelo dejó una marca registrada con sus inolvidables goles con "tres dedos".

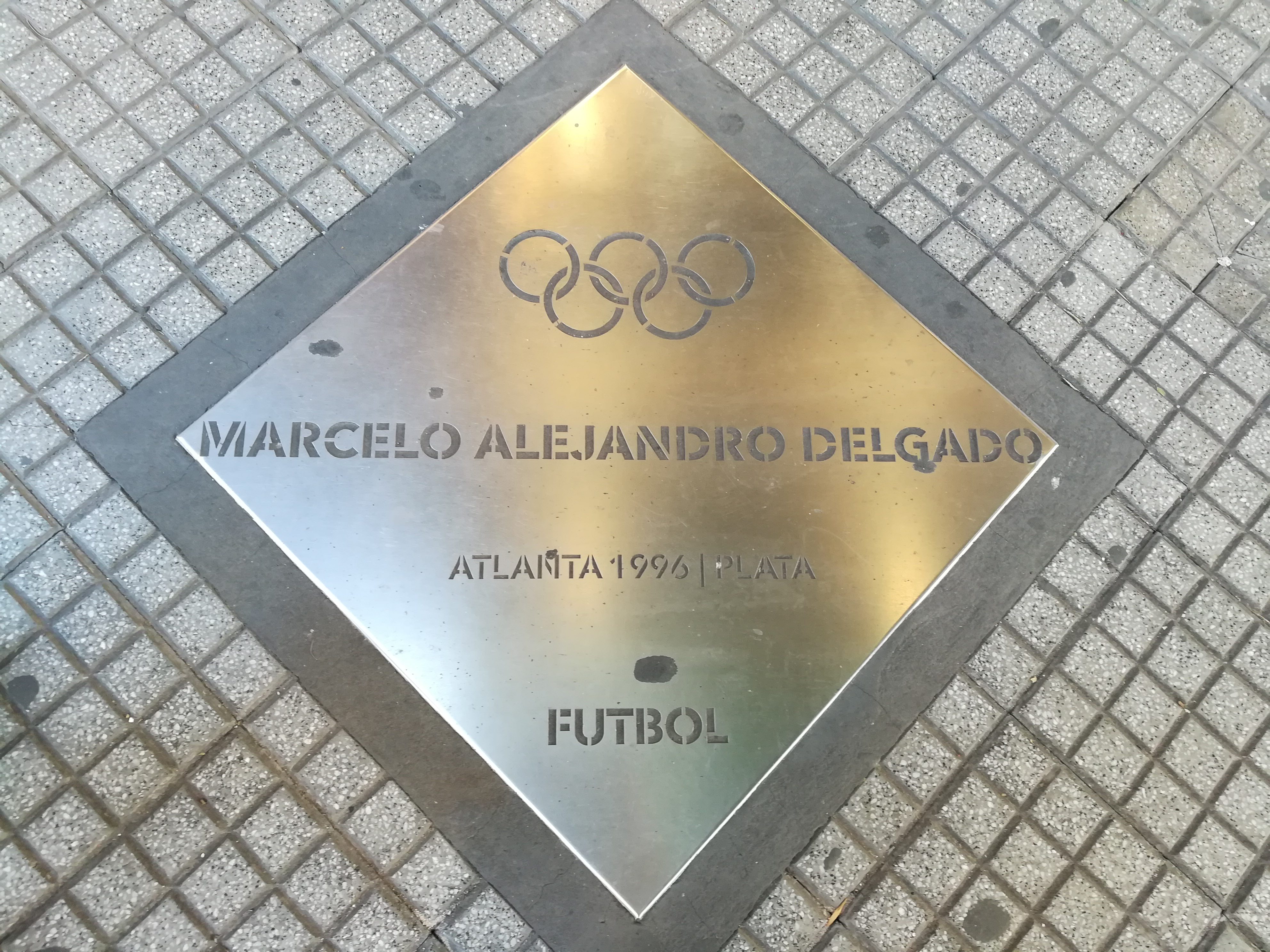
Placa homenaje a Delgado en el Paseo de los Olímpicos de Rosario.

### Belgrano de Córdoba
En el Torneo Clausura 2007 jugó en Belgrano de Córdoba, con el que descendió a la Primera B Nacional en 2007.

### Barcelona Sporting Club
Tras su paso por Belgrano, militó en el Barcelona Sporting Club desde el 2007 hasta 2009.

## Selección nacional
Ha sido internacional con la Selección de fútbol de Argentina disputando el Torneo Preolímpico Sudamericano Sub-23 de 1996 en Mar del Plata-Tandil, donde sería el máximo goleador del torneo. También jugaría los Juegos Olímpicos de 1996, en los que obtuvo la medalla de plata, la Copa América 1997 y la Copa Mundial de Fútbol de 1998, aunque en este último no jugó ningún encuentro.

### Participaciones en torneos internacionales
| Torneo                           | Sede      | Resultado        | Partidos | Goles |
| -------------------------------- | --------- | ---------------- | -------- | ----- |
| Copa Mundial Sub-20 de 1991      | Portugal  | Primera Ronda    | 2        | 1     |
| Preolímpico Sudamericano de 1996 | Argentina | Subcampeón       | 7        | 8     |
| Juegos Olímpicos de Atlanta 1996 | Atlanta   | Medalla de Plata | 2        | 0     |
| Copa América 1997                | Bolivia   | Cuartos de final | 4        | 0     |
| Copa Mundial de Fútbol de 1998   | Francia   | Cuartos de final | 0        | 0     |

### Participaciones en eliminatorias
| Eliminatorias     | Resultado   | Partidos | Goles |
| ----------------- | ----------- | -------- | ----- |
| Eliminatoria 1998 | Clasificado | 1        | 0     |
| Eliminatoria 2002 | Clasificado | 2        | 0     |

## Estadísticas
Datos actualizados al fin de la carrera deportiva.
| Rosario Central Argentina                   | 1ª              | 1990-91         | 13  | 1   | — | —  | —  | —   | 13  | 1    | 0.07 |
| Rosario Central Argentina                   | 1ª              | 1991-92         | 37  | 5   | — | —  | —  | —   | 37  | 5    | 0.13 |
| Rosario Central Argentina                   | 1ª              | 1992-93         | 29  | 8   | — | —  | —  | —   | 29  | 8    | 0.27 |
| Rosario Central Argentina                   | 1ª              | 1993-94         | 36  | 9   | — | —  | —  | —   | 36  | 9    | 0.27 |
| Rosario Central Argentina                   | Total club      | Total club      | 114 | 23  | 0 | 0  | 0  | 0   | 114 | 23   | 0.20 |
| Cruz Azul · México                          | 1ª              | 1994-95         | 34  | 4   | 1 | 1  | —  | —   | 35  | 5    | 0.17 |
| Racing Club Argentina                       |                 |                 |     |     |   |    |    |     |     |      |      |
| 1ª                                          | 1995-96         | 28              | 8   | —   | — | 2  | 0  | 30  | 8   | 0.30 |      |
| 1ª                                          | 1996-97         | 25              | 8   | —   | — | 12 | 2  | 37  | 10  | 0.27 |      |
| 1ª                                          | 1997-98         | 22              | 10  | —   | — | 6  | 2  | 28  | 12  | 0.39 |      |
| 1ª                                          | 1998-99         | 29              | 8   | —   | — | 7  | 0  | 36  | 8   | 0.25 |      |
| 1ª                                          | 1999            | 15              | 7   | —   | — | 3  | 0  | 18  | 7   | 0.39 |      |
| Total club                                  | Total club      | 119             | 40  | 0   | 0 | 30 | 6  | 149 | 46  | 0.31 |      |
| Boca Juniors Argentina                      | 1ª              | 2000            | 11  | 3   | — | —  | 8  | 2   | 19  | 5    | 0.21 |
| Boca Juniors Argentina                      | 1ª              | 2000-01         | 24  | 7   | — | —  | 17 | 6   | 41  | 13   | 0.32 |
| Boca Juniors Argentina                      | 1ª              | 2001-02         | 25  | 7   | — | —  | 12 | 1   | 37  | 8    | 0.22 |
| Boca Juniors Argentina                      | 1ª              | 2002-03         | 32  | 9   | — | —  | 13 | 9   | 45  | 18   | 0.40 |
| Boca Juniors Argentina                      | Total 1.ª etapa | Total 1.ª etapa | 92  | 26  | 0 | 0  | 50 | 18  | 142 | 44   | 0.31 |
| Cruz Azul · México                          |                 |                 |     |     |   |    |    |     |     |      |      |
| 1ª                                          | 2003-04         | 43              | 18  | —   | — | —  | —  | 43  | 18  | 0.42 |      |
| 1ª                                          | 2004            | 10              | 0   | —   | — | —  | —  | 10  | 0   | 0.00 |      |
| Total 2.ª etapa                             | Total 2.ª etapa | 88              | 22  | 1   | 1 | 0  | 0  | 89  | 23  | 0.26 |      |
| Boca Juniors Argentina                      | 1ª              | 2005            | 12  | 1   | — | —  | 10 | 2   | 22  | 3    | 0.14 |
| Boca Juniors Argentina                      | 1ª              | 2005-06         | 17  | 4   | — | —  | 5  | 0   | 22  | 4    | 0.17 |
| Boca Juniors Argentina                      | 1ª              | 2006            | 6   | 0   | — | —  | —  | —   | 6   | 0    | 0.00 |
| Boca Juniors Argentina                      | Total 2.ª etapa | Total 2.ª etapa | 35  | 5   | 0 | 0  | 15 | 2   | 50  | 7    | 0.14 |
| Boca Juniors Argentina                      | Total club      | Total club      | 127 | 31  | 0 | 0  | 65 | 19  | 192 | 50   | 0.26 |
| CA Belgrano Argentina                       | 1ª              | 2007            | 14  | 4   | — | —  | —  | —   | 14  | 4    | 0.28 |
| Barcelona SC · Ecuador                      | 1ª              | 2007            | 15  | 6   | — | —  | —  | —   | 15  | 6    | 0.40 |
| Barcelona SC · Ecuador                      | 1ª              | 2008            | 26  | 4   | — | —  | —  | —   | 26  | 4    | 0.15 |
| Barcelona SC · Ecuador                      | Total club      | Total club      | 41  | 10  | 0 | 0  | 0  | 0   | 41  | 10   | 0.24 |
| Total carrera                               | Total carrera   | Total carrera   | 503 | 131 | 1 | 1  | 95 | 25  | 599 | 157  | 0.25 |
| (3) No incluye goles en partidos amistosos. |                 |                 |     |     |   |    |    |     |     |      |      |

## Clubes como entrenador
| Club      | País      | Año       |
| --------- | --------- | --------- |
| Los Andes | Argentina | 2011-2012 |

## Palmarés

### Campeonatos nacionales
| Título           | Club              | País      | Año    |
| ---------------- | ----------------- | --------- | ------ |
| Primera División | C.A. Boca Juniors | Argentina | A-2000 |
| Primera División | C.A. Boca Juniors | Argentina | A-2005 |
| Primera División | C.A. Boca Juniors | Argentina | C-2006 |

### Campeonatos internacionales
| Título                | Club (*)          | Sede final   | Año  |
| --------------------- | ----------------- | ------------ | ---- |
| Juegos Olímpicos      | Argentina Sub-23  | Atlanta      | 1996 |
| Copa Libertadores     | C.A. Boca Juniors | São Paulo    | 2000 |
| Copa Intercontinental | C.A. Boca Juniors | Tokio        | 2000 |
| Copa Libertadores     | C.A. Boca Juniors | Buenos Aires | 2001 |
| Copa Libertadores     | C.A. Boca Juniors | São Paulo    | 2003 |
| Recopa Sudamericana   | C.A. Boca Juniors | Manizales    | 2005 |
| Copa Sudamericana     | C.A. Boca Juniors | Buenos Aires | 2005 |
| Recopa Sudamericana   | C.A. Boca Juniors | São Paulo    | 2006 |

(*) Incluyendo a la selección

### Distinciones individuales
| Distinción                                        | Año  |
| ------------------------------------------------- | ---- |
| Parte del Equipo Ideal de América                 | 2002 |
| Máximo goleador de la Copa Libertadores (9 goles) | 2003 |